# Долхешть (Нямц)
Долхешть, Долхешті (рум. Dolhești) — село у повіті Нямц в Румунії. Входить до складу комуни Піпіріг.
Село розташоване на відстані 308 км на північ від Бухареста, 39 км на північний захід від П'ятра-Нямца, 115 км на захід від Ясс.

## Населення
За даними перепису населення 2002 року у селі проживали 1498 осіб, усі — румуни. Усі жителі села рідною мовою назвали румунську.